# Salvador Cánovas Cervantes
Salvador Cánovas Cervantes (Cartagena, España, 13 de noviembre de 1880 - Caracas, Venezuela, 1949) fue un historiador, periodista y político español.

## Biografía
Fue el fundador en 1913 de La Tribuna; originalmente liberal, la publicación, de la que fue director, experimentaría un cambio de la línea editorial hasta convertirse en un órgano de propaganda del maurismo. Fue diputado en las Cortes, representando al distrito de Almadén al sustituir en 1916 a Santiago Alba Bonifaz. Dirigiría posteriormente La Tierra (1930-1935), una publicación de tendencia anarquista cuyo redactor jefe fue Eduardo de Guzmán, desde donde Cánovas defendió en 1933 el carácter «racial» y español de la ideología anarquista. El periódico fue acusado por los sectores cenetistas radicales de estar subvencionado por grupos ideológicos ajenos al anarquismo, mientras que Manuel Azaña afirmó que recibía financiación del banquero Juan March.
Recibió el apelativo peyorativo de Niní por no ser «ni Cánovas ni Cervantes». En Historia del periodismo en España (Seoane y Sáiz, 1996) ha sido descrito como «personaje pintoresco» y «de pocos escrúpulos».
Murió en 1949 en Caracas, Venezuela, arruinado.